# 斯雷肖爾德冰原島峰
83°46′S 166°6′E / 83.767°S 166.100°E
斯雷肖爾德冰原島峰（英語：Threshold Nunatak），是南極洲的冰原島峰，位於沙克爾頓海岸，處於波特爾岩東北面9公里，屬於毛德王后山脈的一部分，現時由南極條約體系管理。